# Land van Aankomst
Land van Aankomst is een boek van Paul Scheffer met als onderwerp de gevolgen van de immigratie in West- en Noord-Europa aan het einde van de twintigste eeuw.
"Land van Aankomst" is ook de titel van een documentaireserie die René Roelofs en Paul Scheffer maakten voor de IKON/NTR en die in januari 2014 werd uitgezonden. De serie is geïnspireerd op het gelijknamige boek.
Scheffers boek kwam uit in 2007. De documentaire van 102 minuten ging in première op 28 november 2013 tijdens het IDFA en was onderdeel van de Competitie voor Best Dutch Documentary.
De Engelse titel van de bioscoopversie luidt: "Land of Promise". De bioscoopdocumentaire is geheel samengesteld uit archiefbeelden van nieuwsuitzendingen, documentaires en speelfilms zonder toegevoegd commentaar. De televisieserie bevat wel sporadisch commentaar van Scheffer. Veel fragmenten komen uit Marseille (Frankrijk), Stuttgart (Duitsland), Malmö (Zweden), Birmingham (Groot-Brittannië), Antwerpen (België) en Rotterdam (Nederland).
De tv-serie "Land van Aankomst" was de Nederlandse inzending voor de Prix d'Europe 2014, die in oktober 2014 werd uitgereikt in Berlijn.